# Неверово (Юровское муниципальное образование)
Неверово — село в Грязовецком районе Вологодской области.
Входит в состав Юровского муниципального образования, с точки зрения административно-территориального деления — в Минькинский сельсовет.
Расстояние до районного центра Грязовца по автодороге — 31,5 км.
По данным переписи в 2002 году постоянного населения не было.